# 8月25日
8月25日是阳历年的第237天（闰年是238天），离一年的结束还有128天。

## 大事记

### 17世纪以前
- 766年：东罗马皇帝君士坦丁五世发现了企图推翻他的阴谋，并处决了叛变的首领。
- 1270年：路易九世在第八次十字軍東征突尼西亞期間去世。
- 1580年：葡萄牙王位繼承戰爭：西班牙在阿爾坎塔拉戰役戰勝，最終促成了伊比利聯盟。

### 17世紀
- 1609年：意大利天文学家伽利略·伽利莱向威尼斯共和国元老院首次展示其制作的折射望远镜。
- 1654年：蒂雷納子爵統帥的法軍在阿拉斯戰役中擊潰孔代親王指揮的西班牙軍。
- 1667年：康熙皇帝在太和殿举行亲政典礼，接受百官朝贺，宣诏海内，大赦天下。

### 18世紀
- 1718年：法国移民在路易斯安娜建成新奥尔良市。
- 1758年：七年戰爭：普魯士軍隊在曹恩道夫戰役中與俄國軍隊交戰。

### 19世紀
- 1825年：烏拉圭宣布脫離巴西帝國獨立。
- 1830年：比利時獨立革命爆發。
- 1894年：日本生物學家北里柴三郎發現鼠疫杆菌。

### 20世紀
- 1901年：臺鐵淡水線通車。
- 1912年：中國同盟會與其他數個黨派在北京湖廣會館宣告組成國民黨，由孫中山與宋教仁擔任主要的領導人。
- 1914年：第一次世界大戰：日本向奧匈帝國宣戰。
- 1916年：美國國家公園管理局創立。
- 1917年：孙中山领导护法运动，在廣州召開「國會非常會議」。
- 1920年：波兰军队在约瑟夫·毕苏斯基的率领下于华沙战役中击败苏俄军队，最后迫使苏俄撤出华沙并且成为波苏战争结束的关键性战役。
- 1927年：中国国民政府定都南京。
- 1933年：中国四川省茂县发生里氏7.5级的强烈地震，共造成约9000人死亡，地震引发的地陷形成叠溪海子。
- 1937年：國民政府將中国工农红军改編為八路军。
- 1944年：第二次世界大战：在同盟国协助下，自由法国军队和抵抗运动成功解放遭到纳粹德国军事占领的巴黎。
- 1945年：中共中央发表《对目前局势的宣言》。
- 1953年：中国过渡时期总路线正式公布。
- 1958年：首批方便面在日本问世。
- 1960年：第17届奥林匹克运动会在意大利罗马举行。
- 1967年：美国纳粹党党魁喬治·林肯·洛克威爾被暗殺。
- 1976年：秀茂坪山泥傾瀉意外：香港觀塘區秀茂坪發生自六一八雨災以來最嚴重山泥傾瀉，造成18人死亡24人受傷。
- 1980年：辛巴威加入聯合國。
- 1983年：中共中央发布《关于严厉打击刑事犯罪活动的决定》，正式开始83年严打。
- 1985年：巴港航空1808號班機在缅因州坠毁，造成8人死亡，小型飞机随后被要求安装飛行紀錄儀。
- 1986年：喀麦隆總統宣布，連日來已有1200人因尼奧斯湖湖底火山噴發冒出的毒烟中毒身亡。
- 1987年：中国大陆全面推行厂长负责制工作会议召开，厂长替代了厂党委书记在国企中的主导地位。
- 1989年：航海家2号接近海王星并且在飞越时确认了海王星环的存在。
- 1990年：中国人民解放军飞行员王宝玉驾驶歼-6战斗机叛逃到海参崴。
- 1991年：蘇聯解體：白俄罗斯独立。
- 1992年：香港中環國際大廈發生四級火警。
- 1992年：整修陕西黄帝陵工程开工。
- 1993年：越南總理武文傑與柬埔寨臨時政府聯合主席拉那烈和洪森在河內簽署《越柬聯合公報》。
- 1994年：北京经济技术开发区被中国国务院正式批准为国家级经济技术开发区。

### 21世紀
- 2003年：肯尼迪航天中心成功地将价值7亿美元的史匹哲太空望遠鏡送入太空。
- 2003年：中国与巴基斯坦合作研制的枭龙战机在成都进行首飞。
- 2005年：飓风卡特里娜在美国佛罗里达州登陆。
- 2006年：幾內亞灣國家首腦會議在加彭首都利伯維爾閉幕後發表一份公報，宣布成立幾內亞灣委員會並將總部設立於安哥拉，包括8個成員國：安哥拉、喀麥隆、剛果共和國、加彭、赤道幾內亞、奈及利亞、剛果民主共和國及聖多美普林西比。
- 2010年：苹果董事会宣布，苹果CEO乔布斯辞职[1]，董事会任命前苹果COO库克接任苹果CEO一职。
- 2011年：阿拉伯國家聯盟承認利比亞反對派「全國過渡委員會」為利比亞人民唯一合法代表，將恢復利比亞在阿盟的席位。
- 2012年：美國國家航空暨太空總署的航海家1號成為首個穿越日球層頂並進入星際物質的探測器。
- 2017年：由中華民國國家太空中心自行研製的福爾摩沙衛星五號搭載SpaceX的獵鷹9號運載火箭在美國范登堡空軍基地發射升空，在低地球軌道運行。
- 2020年：非洲地區根除脊髓灰質炎認證委員會宣布非洲已根除野生脊髓灰質炎（小兒麻痺）病毒。

## 出生
- 1530年：伊凡四世，俄羅斯史上第一位沙皇（1584年逝世）
- 1540年：凱瑟琳·格雷，英格蘭假定女繼承人，英格蘭公主瑪麗·都鐸的外孫女（1568年逝世）
- 1707年：路易斯一世，西班牙在位最短的國王（1724年逝世）
- 1744年：赫爾德，德國哲學家、路德派神學家、詩人。其作品《論語言的起源》成為狂飆運動的基礎（1803年逝世）
- 1767年：路易·德聖茹斯特，法國大革命雅各賓專政時期領袖；1791年出版《革命與法國憲法》成為革命青年理論家（1794年逝世）
- 1786年：路德维希一世，巴伐利亞國王（1868年逝世）
- 1841年：埃米爾·特奧多爾·科赫爾，瑞士科學家，1909年諾貝爾生理學或醫學獎得主（1917年逝世）
- 1845年：路德維希二世，維特爾斯巴赫王朝的巴伐利亞國王（1886年逝世）
- 1850年：夏爾·羅貝爾·里歇，法國生理学家，1913年诺贝尔生理学或医学奖得主（1935年逝世）
- 1862年：路易·巴尔杜，法國政治人物，曾任法國總理（1934年逝世）
- 1870年：新元鹿之助，日本鐵道工程專家（1949年逝世）
- 1882年：斯恩·奧凱利，愛爾蘭政治人物，第2任愛爾蘭總統（1966年逝世）
- 1893年：杜聰明，台灣第一位醫學博士（1986年逝世）
- 1898年：赫爾穆特·哈斯，德國數學家（1979年逝世）
- 1900年：汉斯·阿道夫·克雷布斯，原籍德國，後移民英國，醫生、生物化學家，1953年諾貝爾生理學或醫學獎得主（1981年逝世）
- 1905年：玛利亚·傅天娜·克瓦尔斯卡，波蘭修女，因見證耶穌基督顯靈，2000年被羅馬天主教封聖（1938年逝世）
- 1911年：武元甲，越南人民軍大將（2013年逝世）
- 1912年：埃里希·昂纳克，德國政治人物，最後一位正式的東德領導人（1994年逝世）
- 1912年：劉其偉，台灣畫家、人類學家（2002年逝世）
- 1914年：呂赫若，台灣小說家、集作家、聲樂家、劇作家，有「台灣第一才子」之稱（1950年逝世）
- 1916年：坂井三郎，二戰時日本戰鬥機王牌飛行員（2000年逝世）
- 1918年：萊納德·伯恩斯坦，美國指揮家（1990年逝世）
- 1919年：喬治·華萊士，美國律師、政治人物，曾任阿拉巴馬州州長（1998年逝世）
- 1928年：赫伯特·克勒默，德裔美國物理學家，2000年諾貝爾物理學獎得主（2024年逝世）
- 1930年：史恩·康納萊，英國電影演員（2020年逝世）
- 1931年：塞西爾·安德勒斯，美國政治人物，第26、28任愛達荷州州長（2017年逝世）
- 1931年：雷吉斯·菲爾賓，美國電視節目主持人（2020年逝世）
- 1934年：阿克巴尔·哈什米·拉夫桑贾尼，伊朗政治家、作家，曾出任第四任伊朗總統（2017年逝世）
- 1938年：弗雷德里克·福赛思，英國作家（2025年逝世）
- 1940年：何塞·凡·丹姆，比利時男中音歌劇唱家
- 1949年：吉恩·西蒙斯，以色列裔美國搖滾貝斯手、歌手、演員，Kiss樂團創立者之一
- 1951年：澤木郁也，日本男性聲優
- 1954年：阿基師，台灣知名廚師。
- 1954年：艾維斯·卡斯提洛，英國創作歌手
- 1954年：李坤城，臺灣作詞人、音樂製作人（2023年逝世）
- 1957年：姚安濂，中國男演員
- 1958年：提姆·波頓，美國電影導演
- 1959年：伊恩·福克納，美國插畫家、繪本作家、舞台設計師（2023年逝世）
- 1960年：宋丹丹，中國女演員
- 1960年：約納斯·加爾·斯特勒，挪威政治人物，工黨領袖
- 1962年：特雷莎·安德魯斯，美國女子游泳運動員
- 1964年：马克西姆·孔采维奇，法國俄裔數學物理學家
- 1964年：拿督斯里阿兹敏阿里，馬來西亞國际贸易、工业部高级部長
- 1966年：楊二車娜姆，中國女藝人
- 1966年：諾姆·埃爾奇斯，美國數學家、西洋棋大師、作曲家
- 1967年：陳慧儀，香港財經節目主持人
- 1967年：檜山修之，日本男性聲優
- 1967年：湯姆·荷蘭德，英國男演員
- 1968年：林葉亭，臺灣女藝人
- 1969年：郭少芸，香港演員
- 1969年：楊宗憲，台灣男歌手
- 1970年：中村義洋，日本電影導演、編劇
- 1970年：，德國超級名模
- 1970年：罗伯特·霍里，美國職業籃球運動員
- 1973年：本·法爾科內，美國男演員、導演、製片人
- 1975年：黃浩然，香港男演員
- 1975年：彼得里娅·托马斯，澳大利亞游泳運動員
- 1976年：戴蒙·琼斯，美國職業籃球運動員
- 1976年：亞歷山大·斯卡斯加德，瑞典男演員
- 1977年：迭戈·科拉萊斯，美國男子拳擊運動員（2007年逝世）
- 1977年：淺野真澄，日本女性聲優
- 1978年：九把刀，台灣網路作家
- 1978年：陳士駿，華裔美國人企業家，YouTube的創辦人之一
- 1978年：馬龍·希亞活，巴貝多裔英格蘭職業足球運動員
- 1981年：阿列克謝·布加耶夫，俄羅斯職業足球運動員（2024年逝世）
- 1981年：瑞秋·比爾森，美國男演員
- 1981年：鮑比·伯克，美國室內設計師
- 1982年：鄭在成，韓國男子羽球運動員
- 1982年：馬蒂亞斯·施泰納，奧地利-德國男子舉重運動員
- 1983年：周家蔚，香港女演員、商人
- 1983年：關伊彤，香港演員
- 1983年：大堀惠，日本女歌手
- 1983年：洗沙·烏比巴柏域，波黑職業足球運動員
- 1984年：余祥銓，台灣藝人
- 1984年：伊藤由美，韓國女歌手
- 1984年：亨德拉·塞蒂亚万，印尼男子羽球運動員
- 1986年：趙芸蕾，中國女子羽球運動員
- 1987年：劉亦菲，華裔美國女演員、歌手
- 1987年：布蕾克·萊芙莉，美國女演員
- 1987年：艾米·麦克唐纳，蘇格蘭女歌手
- 1988年：趙泳鑫，中國流行歌手
- 1988年：黃光熙，韓國男子偶像團體ZE:A成員
- 1989年：黃美棋，香港演員
- 1989年：吳海昕，香港女演員
- 1989年：劉燁，中國湖南卫视女主持人
- 1990年：神咲詩織，日本AV女优
- 1992年：夏燒雅，日本女歌手
- 1992年：高塚智人，日本男性聲優
- 1992年：蘿絲·哈維，英國女子田徑運動員
- 1992年：里卡多·罗德里格斯，瑞士職業足球運動員
- 1994年：李孟遠，臺灣男子射擊運動員
- 1994年：維內什·波加特，印度女子自由式角力運動員
- 1995年：邕聖祐，韓國男子偶像團體Wanna One成員
- 1995年：尹度雲，韓國男子偶像樂團DAY6成員
- 1997年：傑·赫夫，美國職業籃球運動員
- 1999年：田中檸檬，日本AV女優
- 2000年：廣瀨千夏，日本女性聲優
- 2001年：孫衣文，香港女演員
- 2003年：伊納基·戈多伊，墨西哥男演員

## 逝世
- 79年：老普林尼，古罗马作家（23年出生）
- 274年：杨艳，西晋皇后（238年出生）
- 383年：格拉蒂安，罗马帝国皇帝（359年出生）
- 1054年：藤原道雅，日本平安時代公卿、歌人（992年出生）
- 1227年：元太祖成吉思汗，蒙古帝国大汗（1162年出生）
- 1258年：喬治·木扎倫，羅馬帝國攝政（約1220年出生）
- 1270年：路易九世，法國卡佩王朝第9任國王（1214年出生）
- 1554年：托馬斯·霍華德，英格蘭貴族，第三代諾福克公爵（1473年出生）
- 1688年：亨利·摩根，威爾斯海盜、私掠船長（1635年出生）
- 1776年：大衛·休謨，蘇格蘭哲學家、經濟學家、歷史學家（1711年出生）
- 1797年：托馬斯·奇滕登，美國政治人物，首任佛蒙特州州長（1730年出生）
- 1807年：克里斯蒂安·雅各布·克勞斯，德國語言學家（1753年出生）
- 1819年：詹姆斯·瓦特，英国发明家（1736年出生）
- 1867年：麥可·法拉第，英国物理学家、化学家（1791年出生）
- 1900年：黑田清隆，日本政治人物，第2任日本首相（1840年出生）
- 1900年：弗里德里希·威廉·尼采，德国思想家（1844年出生）
- 1908年：亨利·贝克勒，法国物理学家，天然放射性发现者，1903年诺贝尔物理学奖得主（1852年出生）
- 1912年：冯如，中国飞行家（1884年出生）
- 1928年：王尔琢，中国红军将领（1903年出生）
- 1937年：蔡炳炎，中华民国国民革命军将领（1902年出生）
- 1938年：亚历山大·伊凡诺维奇·库普林，俄国作家
- 1951年：陈果夫，中國國民黨元老（1892年出生）
- 1955年：河本大作，日本陆军大佐，刺杀张作霖的主谋（1883年出生）
- 1956年：阿爾弗雷德·金賽，知名生物學家及人類性學科學研究者（1894年出生）
- 1967年：林彬，香港商業電台播音員，六七暴動犧牲者（1929年出生）
- 1970年：内藤多仲，日本建筑师，东京塔设计者（1886年出生）
- 1981年：傅秋涛，中国人民解放军上将（1907年出生）
- 1984年：，美國作家（1924年出生）
- 1985年：珊曼莎·史密斯，美國兒童演員，在冷戰中的美國和蘇聯以和平活動者身份聞名（1972年出生）
- 1996年：戴厚英，中國女作家（1938年出生）
- 2007年：雷蒙·巴爾，法國政治家和經濟學家（1924年出生）
- 2007年：雷·瓊斯，英格蘭職業足球運動員（1988年出生）
- 2009年：愛德華·甘迺迪，美國民主黨籍政治家（1932年出生）
- 2012年：尼尔·阿姆斯特朗，美国航天员，第一位登上月球的人（1930年出生）
- 2012年：畢思理，美國醫師、公共衛生學家（1936年出生）
- 2013年：劉復之，原中共中央顧問委員會委員，最高人民檢察院原檢察長（1917年出生）
- 2016年：桑麗卡·里基耶，法國時尚設計師、作家（1930年出生）
- 2018年：麻生美代子，日本配音員（1926年出生）
- 2018年：約翰·麥凱恩，美国共和党政治家（1936年出生）
- 2022年：拉多萬·拉多維奇，塞爾維亞男子籃球運動員（1936年出生）
- 2023年：安德里·皮利希科夫，烏克蘭戰鬥機飛行員（1993年出生）

## 节假日和习俗
- 巴西：军人节
- 法國：解放巴黎纪念日
- 日本：方便面之日
- ：先军节
- 乌拉圭：独立日